# 庫濟明西克
52°5′32″N 33°1′11″E / 52.09222°N 33.01972°E
庫濟明西克（烏克蘭語：Кузьминське），是烏克蘭的村落，位於該國北部切爾尼戈夫州，由諾夫哥羅德-謝韋爾斯基區負責管轄，面積0.17平方公里，海拔高度172米，2001年人口13，人口密度每平方公里76.5人。